# Новотроицкое сельское поселение (Терновский район)
Новотроицкое сельское поселение — муниципальное образование в Терновском районе Воронежской области.
Административный центр сельского поселения — село Новотроицкое.

## География
Площадь территории — 4737 га

## История
Новотроицкий сельсовет образован 9 марта 1964 года. Законом Воронежской области № 63-03 от 15 октября 2004 года Новотроицкий сельсовет был наделён статусом сельского поселения.

## Административное деление
В состав поселения входят:
1. село Новотроицкое,
2. деревня Раздольное.

## Инфраструктура
На территории поселения работает МОУ Новотроицкая средняя общеобразовательная школа.